# Moritz
Moritz er et drengenavn.
Blandt varianter af navnet er det franske Maurice, det svenske Maurits, det italienske Maurizio, det islandske Mórits, det engelske Morris og det polske Maurycy. 
Moritz er et populært navn mange steder i Europa, specielt i tysktalende lande, men endnu er der ikke ret mange danskere, der hedder det (2006: 37).

## Oprindelse og betydning
Moritz er den tyske form af det latinske Mauritius, navnet på en af de mest populære helgener fra Middelalderen, som ofte blev skildret som sort. Dette navn er en udvidelse af det latinske Maurus, som står for maurer eller morian. Dette er igen et låneord fra græsk, hvor maurós (μαυρός) ganske enkelt betyder "sort".